# Ludwig Lurz
Ludwig Lurz (* 1. Januar 1945 in Krefeld; † 29. Juli 2015 in Meerbusch) war ein deutscher Fußballspieler, der während seiner gesamten Profikarriere bei Bayer 05 Uerdingen spielte. Er kam 1968 vom TuS Gellep zu Bayer Uerdingen und beendete seine Karriere 1981.

## Fußballerische Laufbahn
Lurz gehörte dem Team an, das in der Saison 1970/71 die Meisterschaft in der Verbandsliga Niederrhein errang und über die Aufstiegsrunde in die damals zweitklassige Fußball-Regionalliga West aufstieg. Unter Trainer Klaus Quinkert bestritt er am 15. August 1971 das erste Regionalligaspiel der Uerdinger. Es endete 0:0 im Stadion am Schloss Strünkede gegen Westfalia Herne. Lurz stürmte zu dieser Zeit noch auf Linksaußen und in der Sturmmitte agierte Manfred Burgsmüller. Mit den zwei dritten Rängen in den letzten zwei Runden der Regionalliga West, 1973 und 1974, qualifizierte sich Bayer für die ab 1974/75 neu installierte 2. Fußball-Bundesliga. Im Debütjahr der 2. Bundesliga, 1974/75, wurden Lurz und Kollegen Vizemeister in der Nordstaffel und schafften durch die Entscheidungsspiele gegen den Südvizemeister FK Pirmasens (4:4; 6:0) den Aufstieg in die Fußball-Bundesliga.
Am 9. August 1975 spielte Lurz im Mittelfeld – an der Seite von Friedhelm Funkel, Lorenz-Günther Köstner und Hans-Jürgen Wloka –, als das Team aus dem Grotenburg-Stadion mit einer 1:2-Auswärtsniederlage bei Rot-Weiss Essen in der Bundesliga debütierte. Horst Hrubesch war zweifacher Torschütze bei der Elf von der Hafenstraße. Am Rundenende belegte sein Verein den letzten Platz und kehrte in die 2. Bundesliga zurück. Lurz hatte 27 Bundesligaspiele bestritten.
In der Saison 1976/77 ragten die Spiele im DFB-Pokal heraus. Nach Erfolgen über VfB Weidenau, Mainz 05, 1. FC Kaiserslautern, Werder Bremen und Eintracht Frankfurt scheiterten Lurz und Kollegen – Torhüter Paul Hesselbach, Norbert Brinkmann, Paul Hahn, Jens Steffensen, Heinz Mostert, Friedhelm Funkel, Lorenz Köstner, Hans-Jürgen Wloka, Jan Mattsson und Franz Raschid – nach einer 0:1-Heimniederlage gegen Hertha BSC am Einzug in das Finale.
Nach dem dritten Jahr in der 2. Bundesliga, 1978/79, errang Lurz mit seinen Mannschaftskameraden von Bayer Uerdingen wiederum die Vizemeisterschaft in der Nordstaffel und damit die Chance durch Relegationsspiele gegen den Südvizemeister SpVgg Bayreuth in die Bundesliga zurückzukehren. In der Ligarunde hatte er in 37 Verbandsspielen (1 Tor) mitgewirkt. Mit 1:1 und 2:1 setzte sich das Team aus Krefeld durch und zog zum zweiten Mal in die Bundesliga ein. In der Bundesligasaison 1979/80 belegte Uerdingen unter Trainer Horst Buhtz den 15. Rang und Lurz hatte nochmals in 27 Begegnungen auf dem Platz gestanden. Sein letztes Ligaspiel absolvierte der Senior am 16. Mai 1980 bei einer 0:4-Auswärtsniederlage beim 1. FC Kaiserslautern.

## Statistiken
- Bundesliga (54 Spiele / 0 Tore)
- 2. Bundesliga (129 / 4)
- Regionalliga (98 / 25)
- DFB-Pokal (12 / 0)